# Pierrefitte-sur-Loire
Pierrefitte-sur-Loire es una comuna francesa situada en el departamento de Allier, de la región de Auvernia-Ródano-Alpes.
Los habitantes se llaman Pierrefittois y Pierrefittoises.

## Geografía
Está ubicada a orillas del río Loira, fronteriza con Saona y Loira, a 35 km al este de Moulins.

## Demografía
| 700 | 626 | 608 | 649 | 609 | 534 | 512 | 507 |
| Para los censos de 1962 a 1999 la población legal corresponde a la población sin duplicidades (Fuente: INSEE [Consultar]) |     |     |     |     |     |     |     |

## Cultura y patrimonio
La iglesia Saint-Rémi del siglo XIV.